# Podocarpaceae
Podocarpaceae, podokarpväxter,  är en familj av barrträd. Podocarpaceae ingår i ordningen tallordningen, klassen barrväxter, fylumet kärlväxter och riket växter. Enligt Catalogue of Life omfattar familjen Podocarpaceae 181 arter.

## Utseende
Podokarpväxter är utformade som buskar eller träd med en ganska rak central stam och grenar som hos några släkten kan vara horisontala. Organen för fotosyntesen är antingen barr eller långsmala avplattade blad liknande en skalpell. De korta kottarna som innehåller hanväxtens pollen påminner om videhängen i utseende. Honkottarna utvecklas under samma år.
Storleken varierar mellan Podocarpus totara som är ett upp till 30 meter högt träd och Lepidothamnus laxifolius som är en buske med cirka 1 meter långa grenar.

## Förekomst
De flesta arterna förekommer i och kring Australien samt fram till Nya Zeeland och sydöstra Asien. Några släkten når norrut till Japan och ett fåtal familjemedlemmar hittas från Mexiko över Centralamerika (inklusive Västindien) till Chile och Argentina. Podokarpväxter ingår ofta i fuktiga bergsskogar. Arter som är utformade som buskar eller små träd bildar skogarnas undervegetation.

## Ekologi
Med Lagarostrobos franklinii ingår ett av världens äldsta träd i familjen. Med hjälp av årsringarna beräknades några exemplar vara 3 000 år gamla. Rotsystemet av den äldsta kända populationen är en klon av hankön som uppskattas vara över 10 000 år gammal.

## Taxonomi
Podokarpväxterna omfattar cirka 180 arter och förekommer främst i tempererade delar av södra halvklotet. 
Arterna är fördelade på nästan 20 släkten. Den taxonomiska indelningen är inte helt utredd. Enligt ett förslag från 1992 ska familjen Podocarpaceae få status som en ordning med det vetenskapliga namnet Podocarpales. Andra botaniker anser att några av de ingående släkten ska godkännas som familjer.
Släkten enligt Catalogue of Life:
- Acmopyle
- Afrocarpus
- Dacrycarpus
- Dacrydium
- Falcatifolium
- Halocarpus
- Lagarostrobos
- Lepidothamnus
- Manoao
- Microcachrys
- Nageia
- Parasitaxus
- Pherosphaera
- Podocarpus
- Prumnopitys
- Retrophyllum
- Saxegothaea
- Sundacarpus

## Bildgalleri

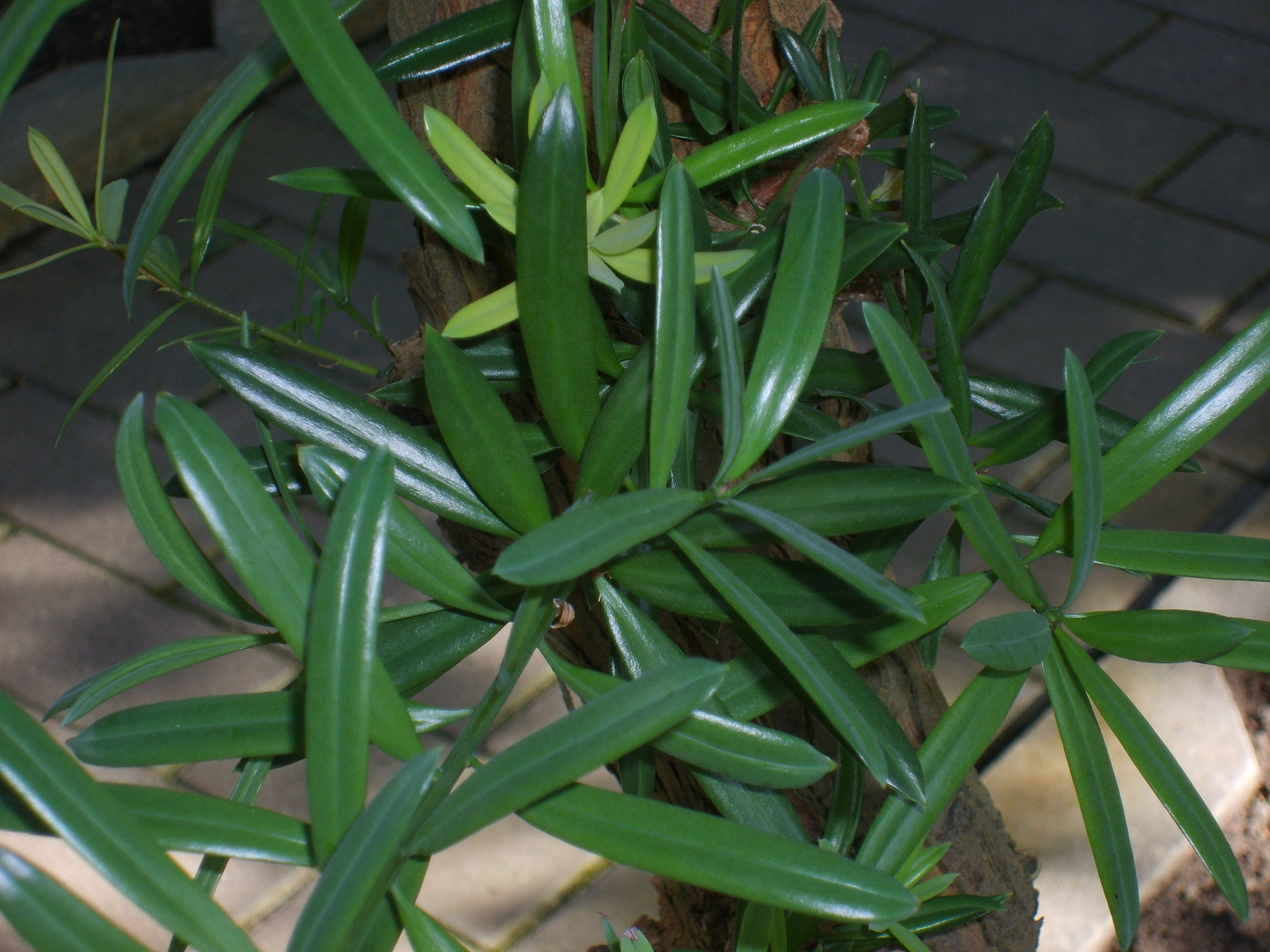
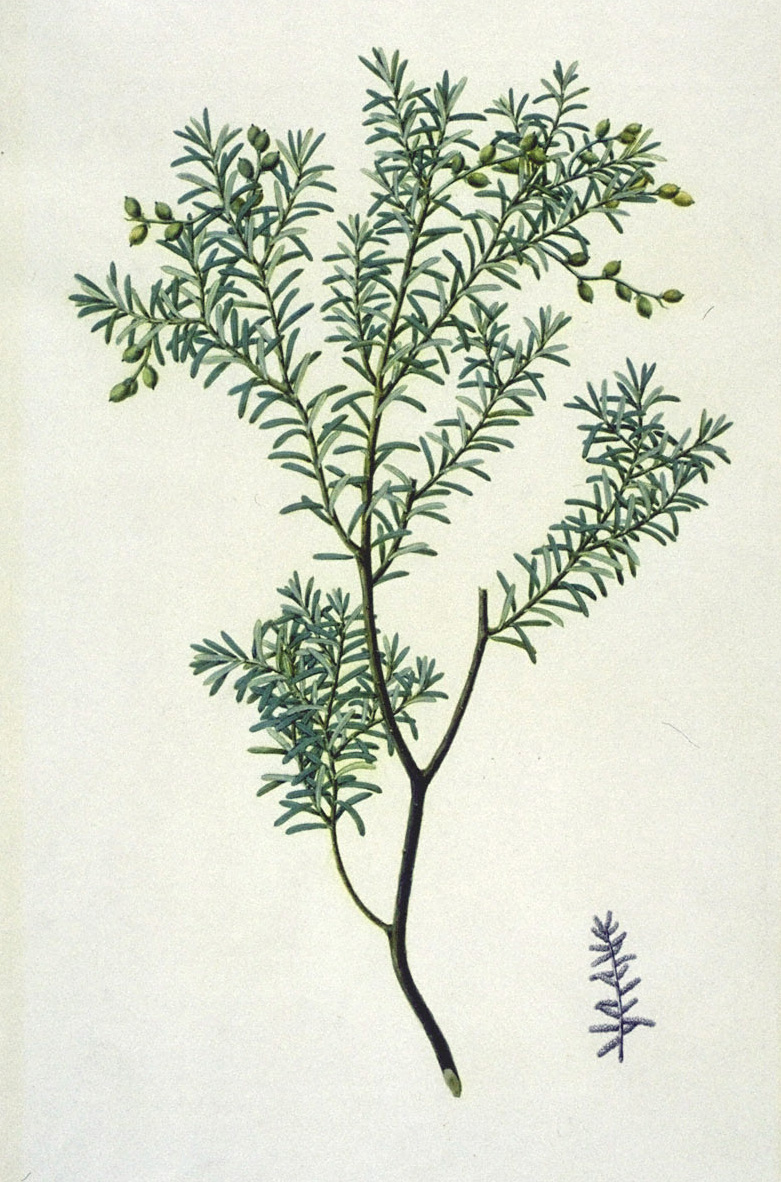
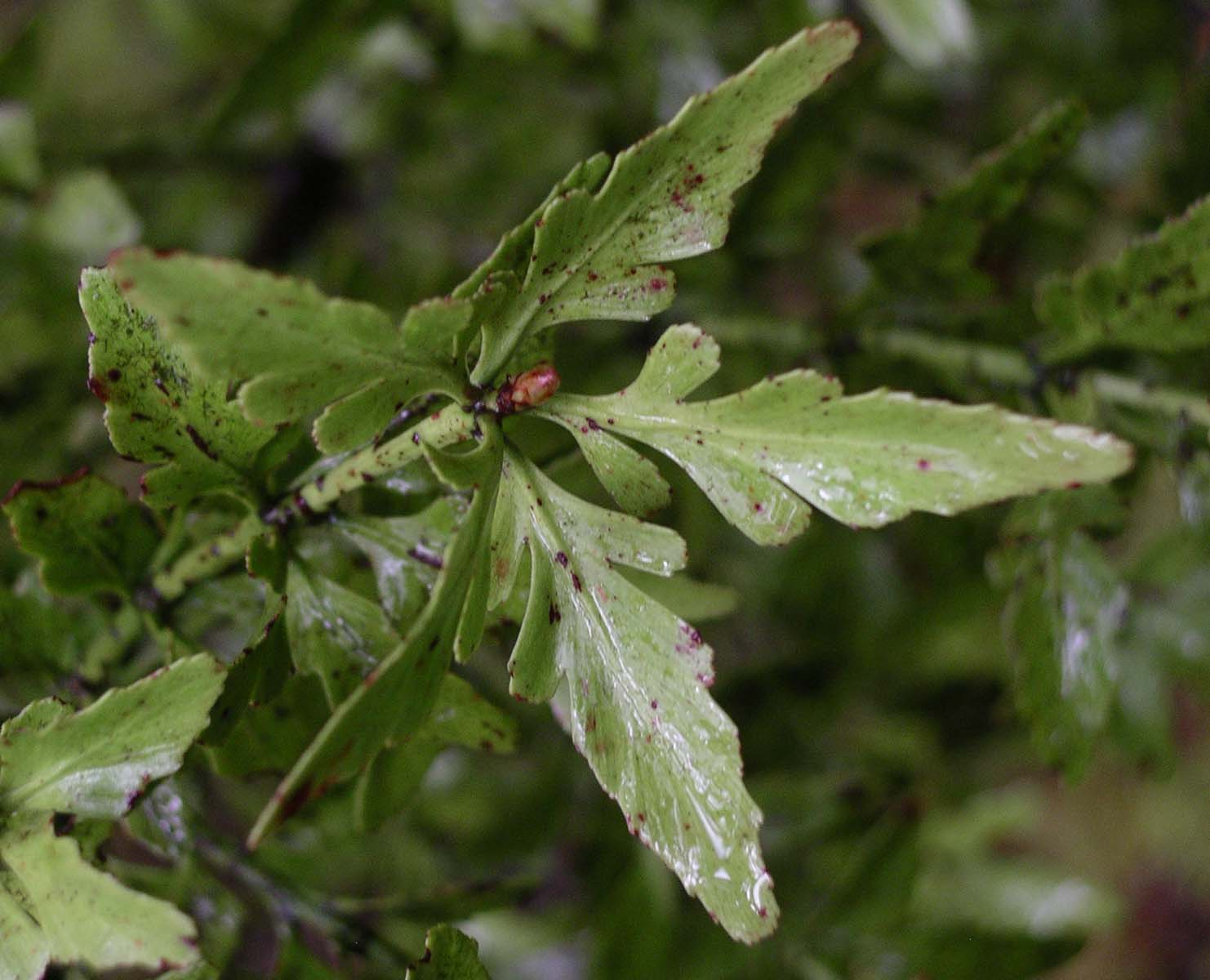
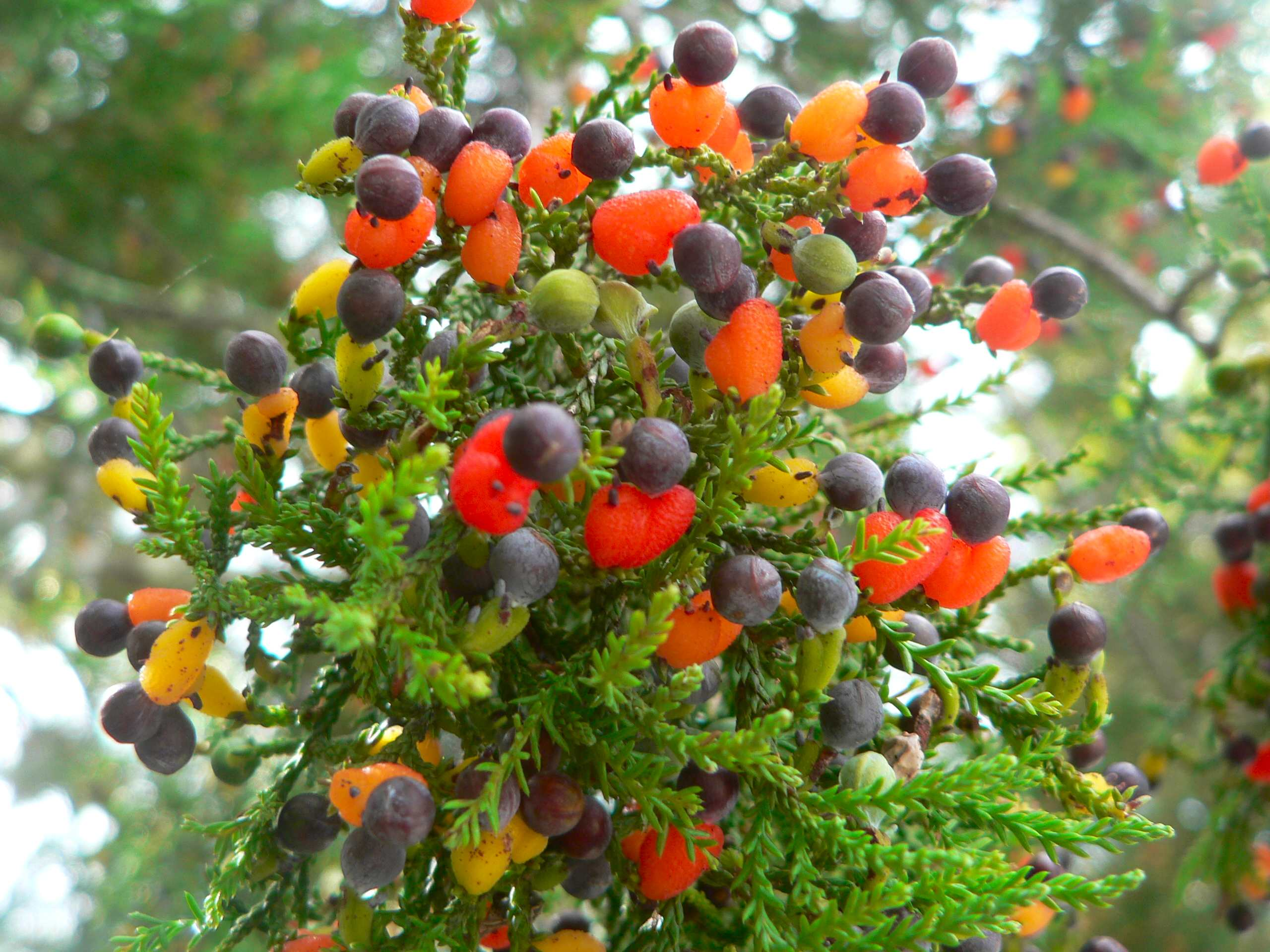
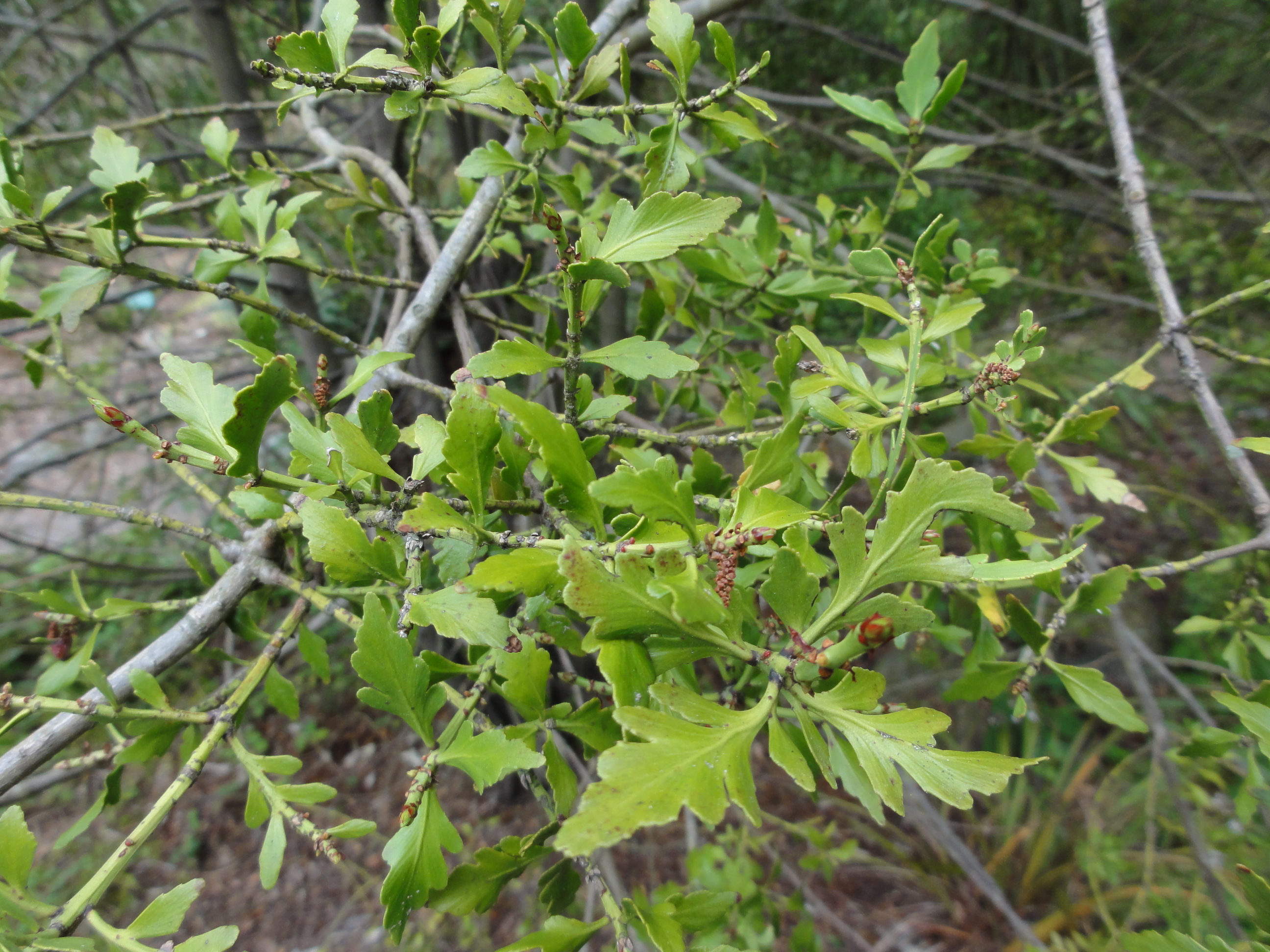
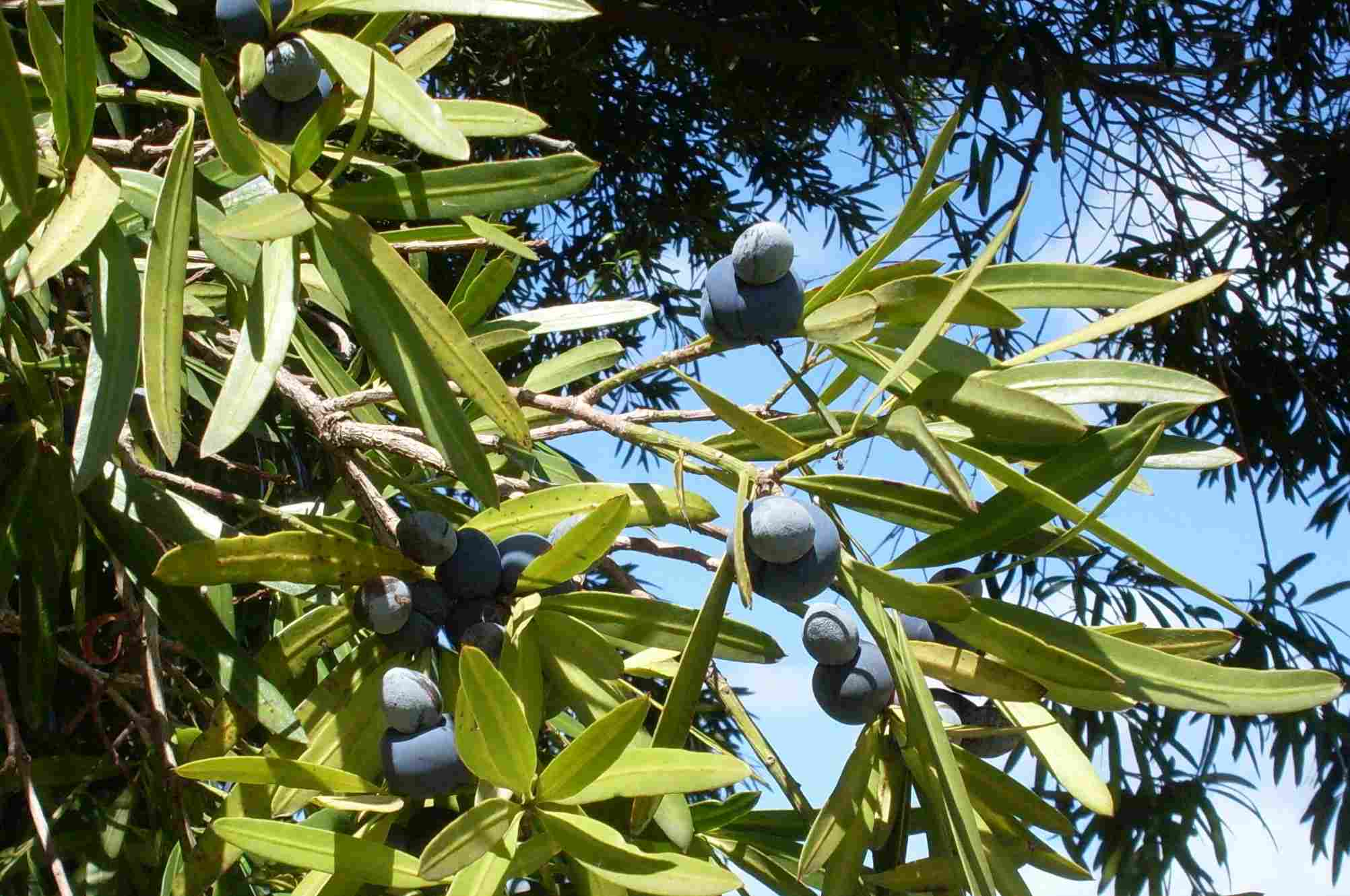